# Botscharow Rutschej

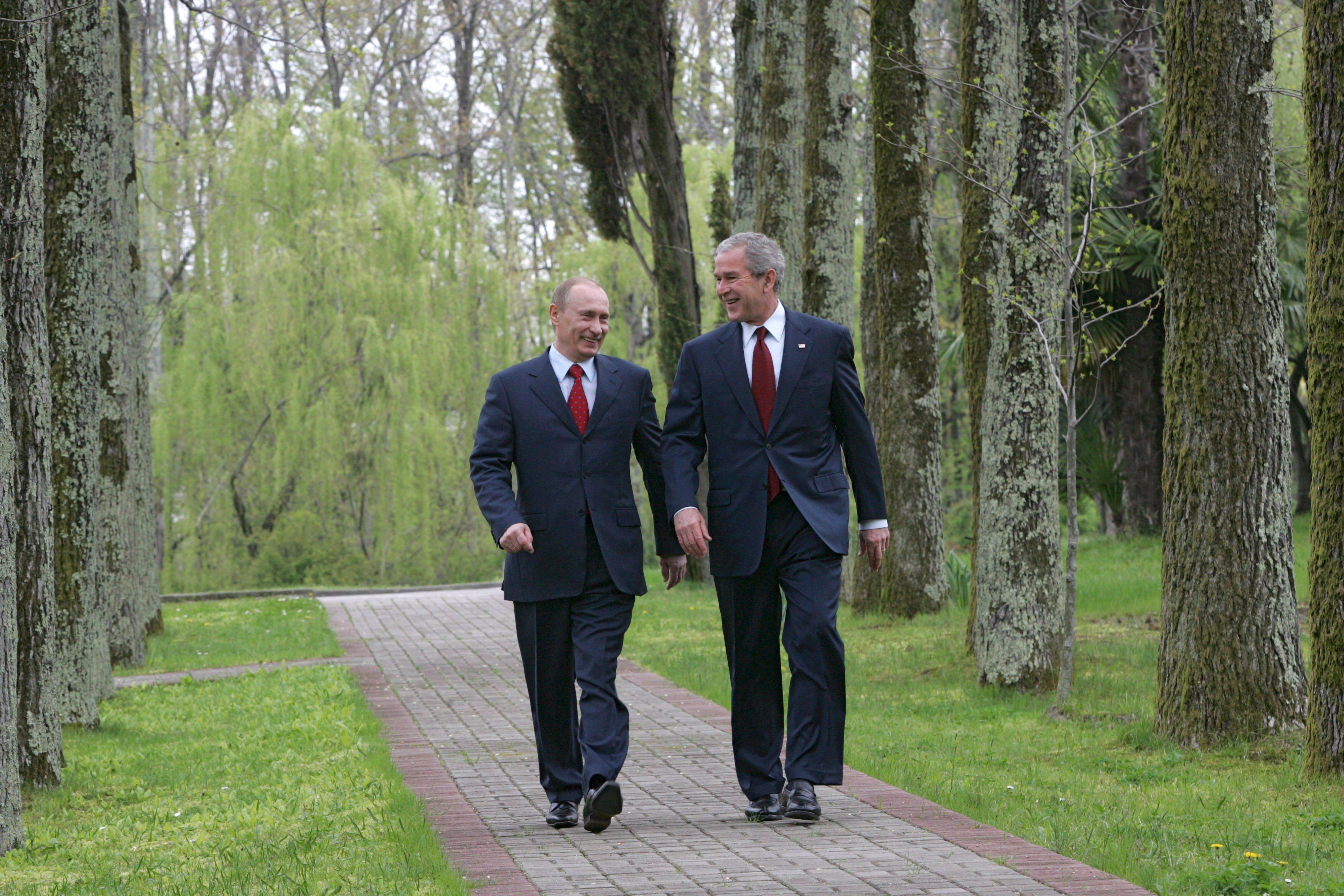
US-Präsident George W. Bush und der russische Präsident Wladimir Putin im Park der Residenz Botscharow Rutschej, April 2008

Botscharow Rutschej (russisch: Бочаров Ручей) war eine Sommerresidenz des russischen Präsidenten am Schwarzen Meer.

## Geografische Lage
Die Residenz lag im Stadtbezirk „Zentrum“ von Sotschi in Russland.

## Anlage
Sie wurde von Kliment Jefremowitsch Woroschilow in Auftrag gegeben, der von 1953 bis 1960 Vorsitzender des Präsidiums des Obersten Sowjets und damit Staatsoberhaupt der Sowjetunion war. Miron Merschanow war der Architekt der Anlage, Landschaftsplaner war Sergei Wentschagow. Sie wurde 1955 fertiggestellt. 2017 wurde sie um einen nicht-öffentlichen Bahnhof ergänzt.

## Abriss
Ende 2023/Anfang 2024 gab es Einschläge ukrainischer Kampfdrohnen in Sotschi während des russischen Angriffskriegs gegen die Ukraine. Einen Angriff erlebte Putin in Botscharow Rutschej am 1. Oktober 2023 persönlich aus nächster Nähe und soll nach Berichten aufgrund der südlichen Lage überzeugt gewesen sein, nur Georgien hätte die Drohne über den Kaukasus schicken können. Daraufhin wurde die Hauptresidenz in Botscharow Rutschej offensichtlich aus Angst vor weiteren ukrainischen Gegenschlägen im März–September 2024 abgerissen.